# Darpas
Darpas là một đô thị thuộc tỉnh Lori, Armenia. Dân số ước tính năm 2011 là 1992 người.